# Allium turtschicum
Allium turtschicum — вид трав'янистих рослин родини амарилісові (Amaryllidaceae), ендемік Казахстану.

## Поширення
Ендемік Казахстану (хребет Каратау).